# Črni labirinti
Črni labirinti je roman o slovenskih izseljencih v Franciji, slovenskega pisatelja Antona Ingoliča. Izšel je leta 1960 pri Mladinski knjigi. Roman ni razdeljen na poglavja, ima 160 strani in 44.800 besed.

## Zgodba
Klep in Ančka se izselita v Francijo, v upanju na boljše življenje. Po nekaj letih se na materino željo Klep odloči za vrnitev, toda Ančka postavi ultimat, da se bo vrnila samo pod pogojem, da Klep kupi avto. V resnici pa noče nazaj zaradi skritega razmerja z bogatim Jozefom. Klep ima zaradi dela v rudniku hudo pljučno bolezen, za katero ni zdravila, a kljub temu poleg svoje redne službe med vikendi opravlja še dodatno delo in se odreka pijači, da bi zaslužil dovolj denarja. Njegov trud na koncu ni poplačan, saj mu je trgovec na poskusni vožnji z avtomobilom pove, da je dvignil ceno zaradi dodatnih del. Klep se razjezi in zaradi prehitre vožnje spelje s ceste. Trgovec v tej nesreči umre, Klep pa zbeži. Domov pride brez denarja in brez avtomobila, zato se spre z Ančko. Ko v službi izve, da iščejo morilca trgovca, se odloči skriti v rudniku. Policisti in prijatelji ga vseeno najdejo in ga lovijo, zato se zateče v napol podrt rov in čaka, da se še preostanek rova podre nanj. V črnih labirintih je namreč nekaj vsakdanjega, da se tu in tam zruši kak strop.

## Kritike
Bojan Štih izpostavi način Ingoličevega pisanja. Pravi namreč, da se je osredotočil predvsem na socialno stanje oseb in njihovo spopadanjez zunanjim življenjem, ne pa na čustvovanja. Primerja roman Črni labirinti z romanom Nebo nad domačijo. Obe knjigi sta namreč izseljenski, na obeh straneh se osebe soočajo z obilico popolnoma resničnih, neizmišljenih pripetljajev, komunicirajo pa v preprostem dialogu. 
Tine Debeljak prav tako primereja knjigi Antona Ingoliča Črni labirinti in pa Nebo nad domačijo, pove da Ingolič zelo naturalistično pripoveduje o izseljencih, zelo posploši njihovo problematiko, se osredotoči na erotično doživljanje in tuje izkoriščanje. Pravi da Ingoličevi ljudje živijo samo kot telesa in da še zdaleč ni zadel slovenskih izseljencev. 

## Ligteratura
- Bojan Štih: Dve knjigi Antona Ingoliča. Naša sodobnost IX/2 (1961). 181–82 dLib
- Tine Debeljak: Pripovedništvo. Meddobje = Entresiglo VI/3-4 (1961). 235–36. [